# 銀河宅配便マグロ
『銀河宅配便マグロ』（ぎんがたくはいびんマグロ）は、おおひなたごうによる日本の漫画。『コミックビーム』（エンターブレイン）にて、2005年10月号から2008年4月号まで連載された。おおひなたの同誌初連載作品で、銀河宅配便の宅配業者である主人公とその周りの仲間たちで展開する物語を描いたギャグ漫画である。
様々な惑星に荷物を届ける宅配業者（デリバリアン）、マグロ便。その船の班長ロムとメンバーたちが、お客さんからの無茶な注文やライバルとの勢力争い、会社からの無理難題の数々に悪戦苦闘する様を描いたドタバタ宇宙コメディ。

## 登場人物
ロム
主人公。マグロ便の班長。ミーザに好意を寄せている。
ミーザ
ロムの船の乗員。ロムに好意を寄せられている。
オビ左衛門
ロムの船の乗員。かつて、銀河系の平和と秩序を守るために活躍したといわれる「ジザイ」の生き残りの一人。
パツキン
ロムの船の乗員。かつて、銀河系の平和と秩序を守るために活躍したといわれる「ジザイ」の生き残りの一人。
キューチャク
ロムの船の乗員。新人デリバリアンで、1ヶ月間、ロムの便で研修をすることになった。

## 備考
単行本第2巻の末尾には、うすた京介との対談が掲載されている。

## 書誌情報
- おおひなたごう『銀河宅配便マグロ』 エンターブレイン〈ビームコミックス〉、全3巻
  1. 2007年2月8日発行、ISBN 978-4-7577-3320-6
  2. 2007年9月6日発行、ISBN 978-4-7577-3639-9
  3. 2008年6月6日発行、ISBN 978-4-7577-4225-3